# Josef Štafl
Josef Štafl (20. listopadu 1909 – 16. února 2005) byl český mistr cukrář. Dbal o rozvoj cukrářského oboru, kvalitu vyráběného zboží a výchovu mladých cukrářů.
České cukráře v oboru zastřešuje Společenstvo cukrářů. Pan Josef Štafl dlouhodobě ve společenstvu pracoval a několik let byl jeho starostou, později když již byl v důchodu patřil do senátu společenstva.

## Životopis
Josef Štafl se narodil v roce 1909 v Cholenicích u Jičína jako nejmladší syn kováře a podkováře Františka Štafla. Měl dva starší bratry a jednu sestru. Všichni chlapci byli vychováni v duchu českobratrské evangelické církve. Rodina se brzy přestěhovala do obce Košík, nedaleko Rožďalovic. Tatínek byl svým dětem příkladem rázného a zdatného řemeslníka, který je oddaný svému řemeslu a své vlasti. V Košíku zastával otec František Štafl místo starosty a zasadil se o zbudování pomníku padlým v první světové válce.
Otcův příklad fortelného přístupu k řemeslu a láska k vlasti ovlivnila mladého Josefa Štafla a jeho osobní postoje v dalším životě. Sportoval v Sokole.

### Vzdělání, odborný růst a praxe v cukrářském oboru
Josef chodil do měšťanské školy. Jak bylo v té době zvykem v necelých čtrnácti letech nastoupil do učení ke svému strýci cukráři Františku Štaflovi ve Veltrusích.

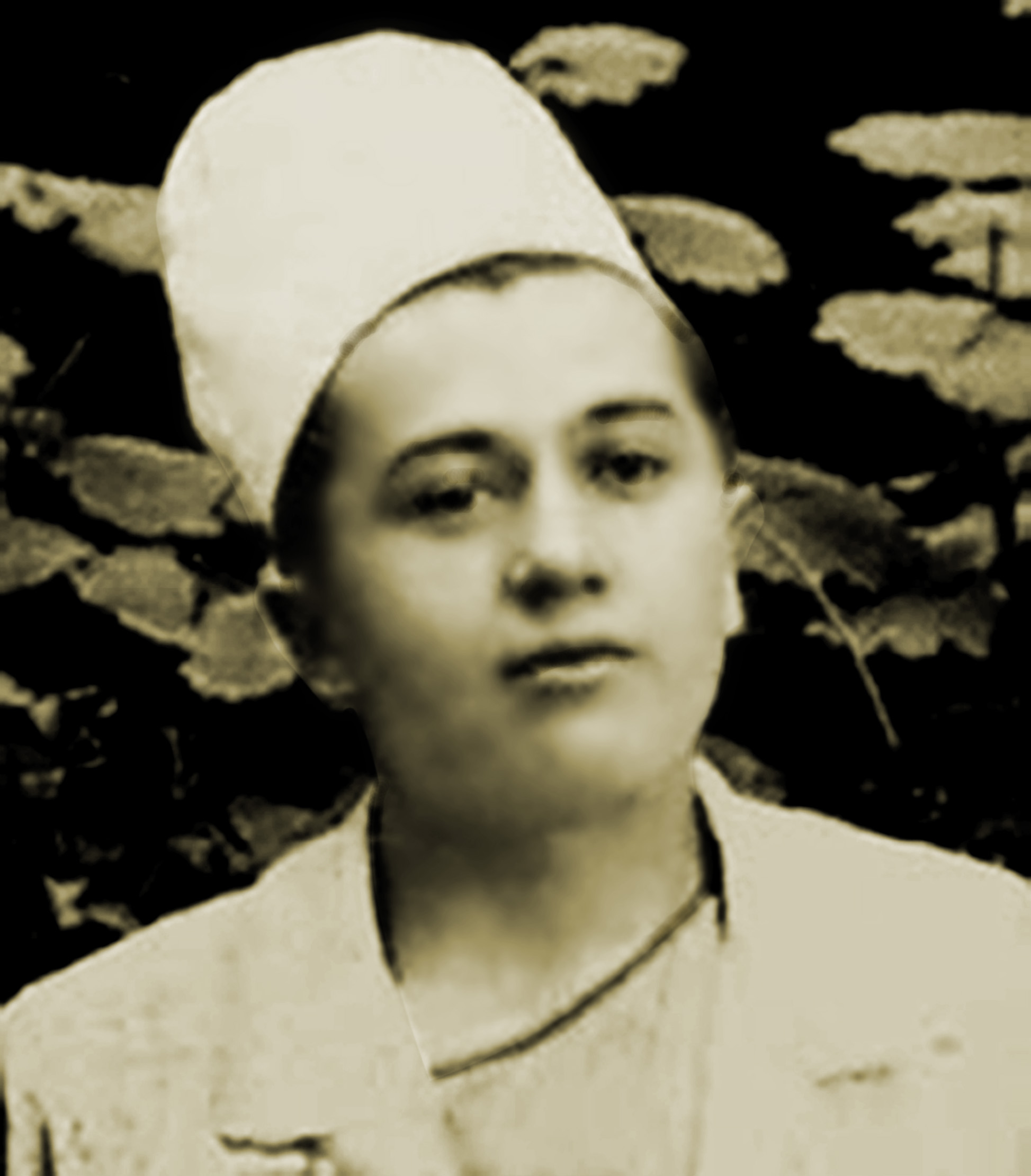
Mladý cukrář Josef Štafl v lázních Bohdaneč

Praxi po vyučení započal v Chomutově u německého cukráře Karla Handmülera a pak přecházel k dalším cukrářům, aby získal praktické profesní zkušenostri.
Jezdil často nakupovat suroviny, kde se seznámil s Bohumilem Hlavsou vydavatelem Cukrářských listů.
Byl zaměstnán v prestižních závodech v Poděbradech, v Praze, v lázních Bohdaneč u Pardubic, i v restauraci hotelu Carlton v Bratislavě. Mnohdy tvrdě pracoval v nepřetržitém provozu.

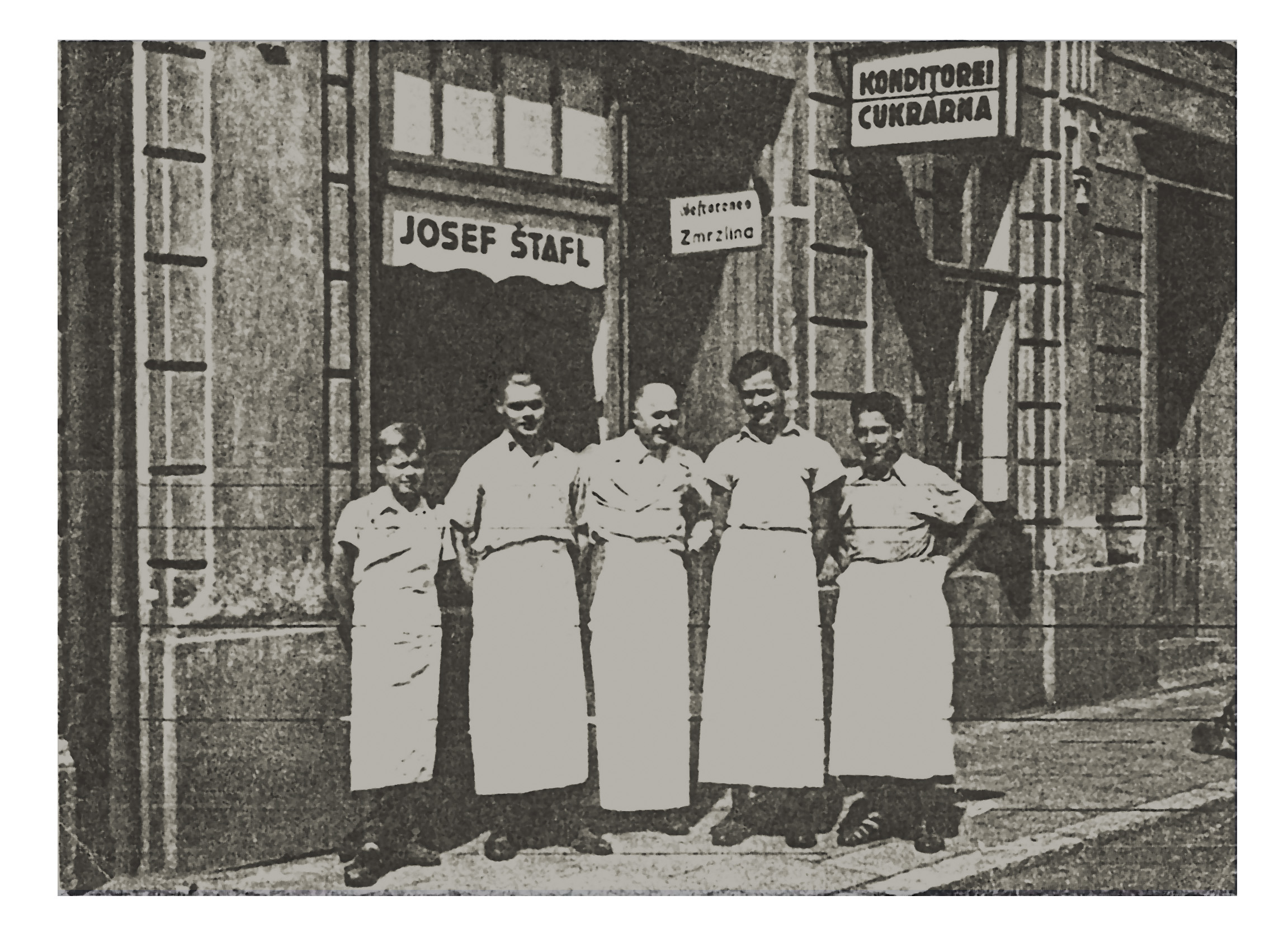
Před cukrárnou v Olomouci s dělníky

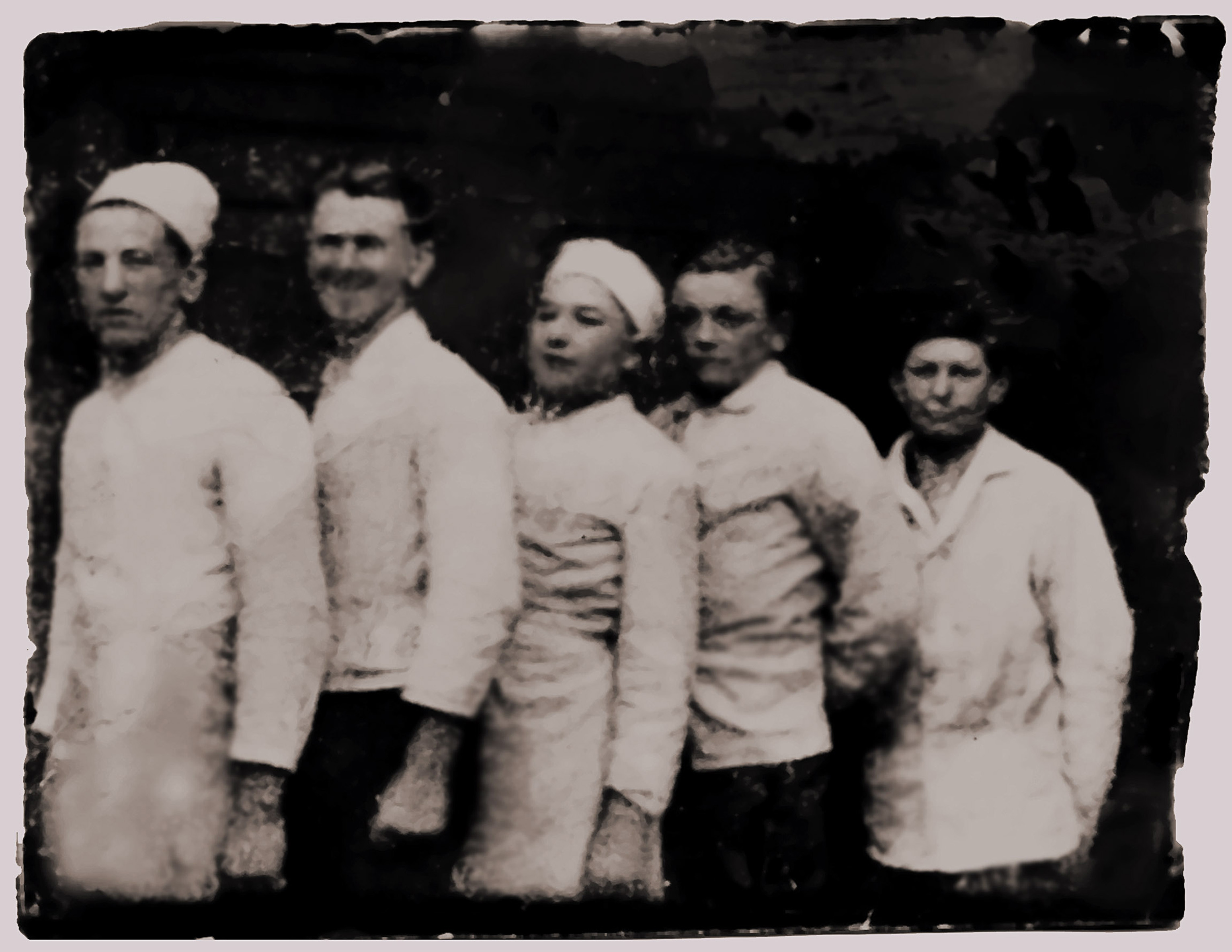
Josef Štafl jako cukrářský tovaryš

### Založení rodiny
Dne 29. března 1933 se oženil s Františkou Burešovou. Brzy se jim narodil syn. To již pracoval v Praze a snažil se otevřít vlastní cukrárnu.
V tehdejší Praze bylo okolo 725 cukrářských živností. Konkurence v té době byla veliká. Někteří významní cukráři jako Antonín Berger, František Myšák, Karel Juliš měli již své prosperující firmy se zákazníky z tuzemska i z ciziny. S cukrárnou byla většinou i kavárna. Ostatní cukráři se snažili podle jejich vzoru zlepšovat své provozovny a cukrárny, čímž se kultivoval a rozvíjel celý obor.
Když vypukla hospodářské krize, negativně ovlivnila také rozvoj cukrářského řemesla. Mnoho cukrářských živností v té době muselo svou činnost ukončit. Otevřít si vlastní závod v Praze na Vinohradech se v této době Josefu Štaflovi nepodařilo. Východiskem byla nabídka z Olomouce, že tam je možno získat dílenské prostory, krám i bytové zázemí. Nabídku přijali a přestěhovali se do Olomouce.

### Otevření cukrářské živnosti v Olomouci
V Olomouci otevřel Josef Štafl vlastní cukrárnu s vlastní cukrářskou výrobou. Také v Olomouci byla velká konkurence. Ve městě bylo množství cukrářských velkozávodů i menších cukrářských živností. Při svých zkušenostech a navzdory konkurenci Josef Štafl rozjel výrobu a zboží šlo dobře na odbyt. Dílnu vybavil výkonnými stroji a postupně začal přijímat učně i dělníky a rozšiřovat výrobu. Firma prosperovala díky jeho píli, pracovitosti a důrazu na kvalitu vyráběného zboží. Také díky obchodním schopnostem.
Kromě cukrářské živnosti a dělil své zájmy mezi rodinu a sport. Rodina mu poskytovala bezpečné zázemí a její členové podle svých možností museli pomáhat.
Ve sportu podporoval fotbalový klub SK. Hodolany a byl léta jeho čestným předsedou.
Osobně se přátelil s olomouckým cukrářem Jaroslavem Dejmalem, exportérem do zahraničí a vítězem mezinárodních soutěží, který byl také členem olomouckého Sokola. Jaroslav Dejmal mu byl vzorem a přítelem. Kromě sportu zastával Josef Štafl funkce též v profesním sdružení Společenstva cukrářů v Olomouci a několik let byl starostou.

## Vypuknutí 2. světové války
Podobně jako dřívější hospodářská krize, také válka nedobře působila na cukrářské firmy. Obtížně se zajišťovaly kvalitní suroviny tolik potřebné pro cukrářskou výrobu. Navíc všechny potraviny byly přidělovány na potravinové lístky. Lidé si raději koupili kus chleba, než cukrovinky. Němci proto sami část cukrářských závodů úředně zavřeli.
Josef Štafl působil také jako odborný učitel při vzdělávání mladých cukrářů. Vyučoval na cukrářské škole v Olomouci, i v Litovli. Poskytoval odborné cukrářské a praktické rady i svým kolegům a dělil se s nimi o své zkušenosti. Přestože neměl pedagogické vzdělání brzy se musel přizpůsobit a naučit se poutavě přednášet odborné znalosti. Mladí cukráři uznávali jeho odbornost a byl mezi nimi oblíben.
Lidé očekávali nedočkavě konec války. Těšili se na svobodu doufali v lepší život a budoucí prosperitu živností.

### Zapojení cukráře Josefa Štafla do domácího odboje 1945
Konec války se blížil. Německá vojska zejména na Ostravsku i Olomoucku sváděla boje s osvoboditelskými jednotkami. Jednalo o území s rozvinutým průmyslem a také těžební oblast. Němci dostali příkaz od Hitlera praktikovat taktiku "spálené země". Při ústupu ničit objekty i závody, aby byl postup osvobozeneckých jednotek co nejvíce zpomalen. Proto byl podminován a připraven k odstřelu i "Hodolanský most", přemosťující u Olomouckého nádraží železniční trať. Jak byl Josef Štafl vychováván postavil se nepřátelům. Střelbou ze svého bytu blízko hlavního nádraží spolu s kamarádem donutili přesilu německých vojáků k ústupu. Most se jim podařilo před destrukcí zachránit. Železniční trať i silniční komunikace zůstala neporušená a osvoboditelům k dispozici. V té době měl cukrář Josef Štafl již tři malé děti.

## Znárodnění cukrářských živnosti po roce 1948
Naděje na svobodné podnikání a rozvoj cukrářského řemesla se brzy po osvobození rozplynula. Po komunistickém puči došlo ke znárodnění cukrářských provozoven. Ty byly buď zrušeny, nebo byly zahrnuty pod různé skupiny národních podniků. Cukrářům byl zabaven movitý i nemovitý majetek a živnosti zrušeny. Mnoho cukrářů bylo nuceno odejít z oboru do jiných většinou průmyslových odvětví. Také Josef Štafl po uzavření svého cukrářského závodu nastoupil do práce jako cukrářský dělník. Postupně pracoval v několika velkých výrobnách. Podniky byly řízeny pracovníky bez odborné kvalifikace, nedbalo se na zkušenosti mistrů cukrářů, na které se leckdy pohlíželo jako na třídní nepřátele.

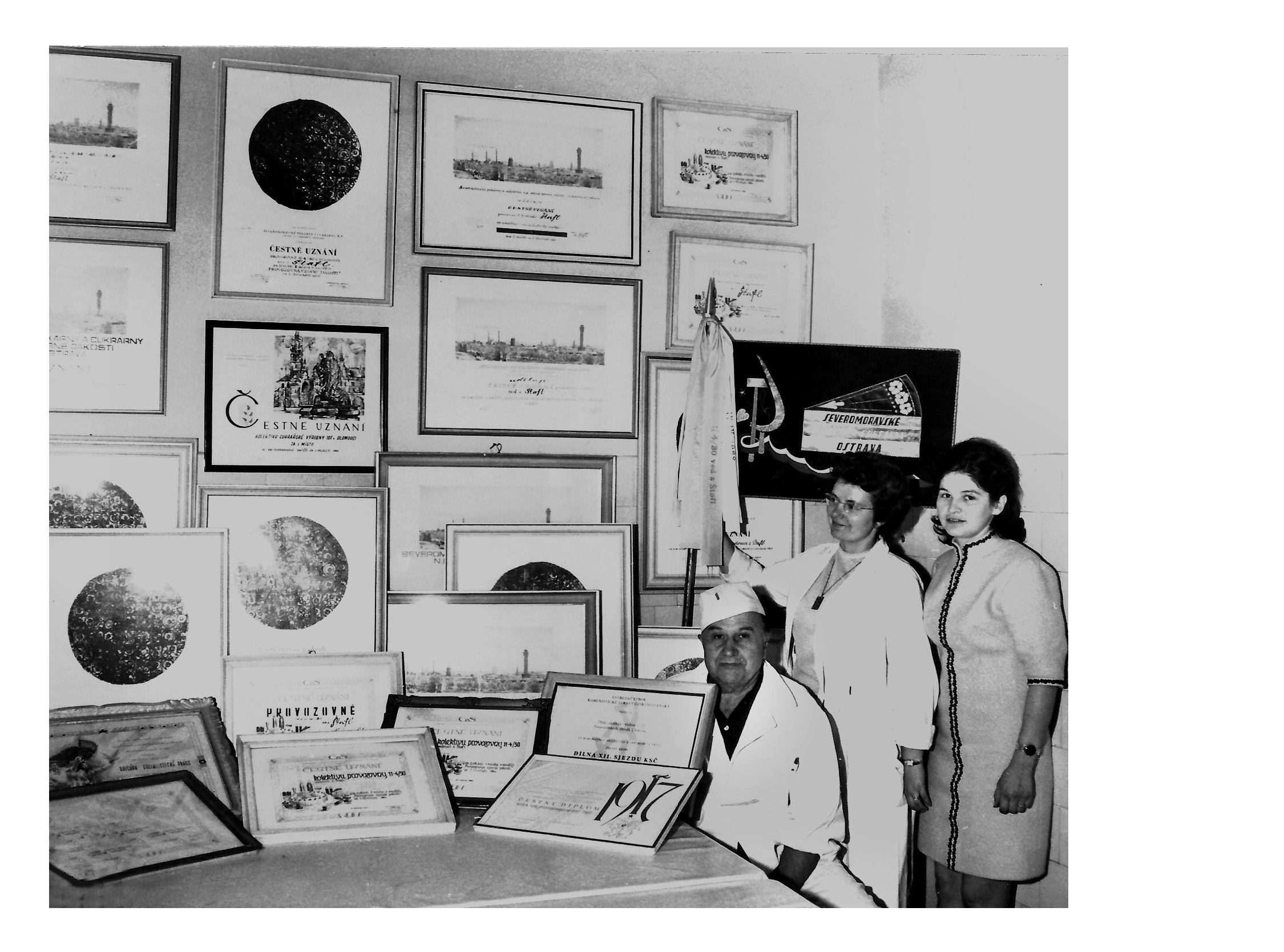
Josef Štafl s diplomy které získala provozovna pod jeho vedením

Trvalo dlouho než se situace v cukrářském oboru natolik stabilizovala, že byl Josef Štafl přesunut do bývalé zrušené cukrářské výrobny ve Smetanově ulici v Olomouci jako vedoucí obnovené provozovny. Neúnavně se snažil české cukrářské řemeslo znovu pozvednout na dřívější vysokou úroveň tak, jak bylo ve světě známo. Nezatrpkl a pracoval dál usilovně na vzdělávání cukrářů, i pro rozvoj profesního společenstva

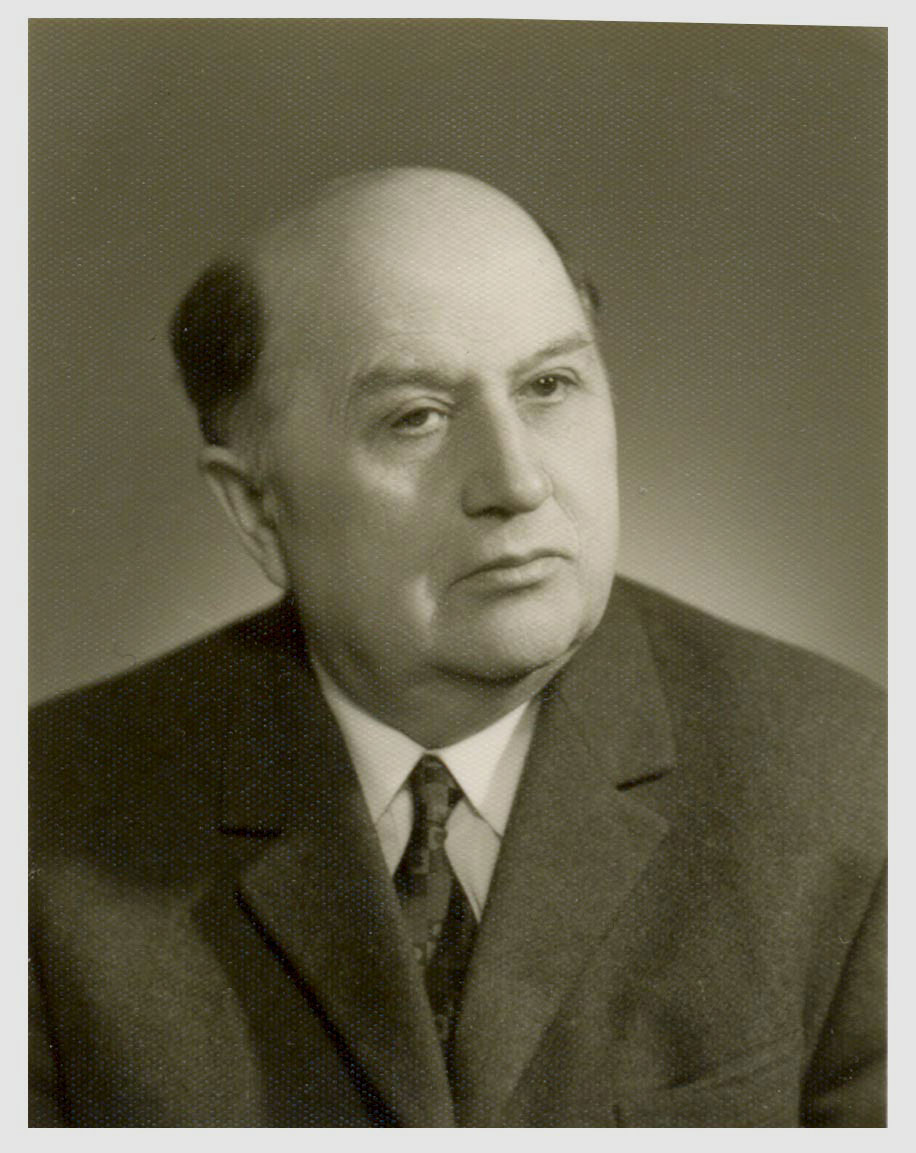
Josef Štafl olomoucký cukrář

### Krátké oživení cukrářské výroby v roce 1968
Po dvaceti letech od znárodnění potravinářského průmyslu vystoupil Josef Štafl v roce 1968 s kvalifikovanou kritikou zaběhlých zlořádů v oboru, kritikou zastaralého strojního i technologického zařízení provozoven, kde většina strojů pocházela ještě ze znárodněného majetku živnostníků. Kritizoval nízké platové tarify pracovníků a zanedbání náboru nových pracovníků do oboru. Vedoucí pracovníci cukrařině vysloveně škodili a považovali tuto práci spíše za kapitalistický přežitek, který se neslučuje se zájmy dělnické třídy. Politika byla nadřazená všemu. Cukrařina byla mužským řemeslem. Těžkou mužskou práci, musely nyní vykonávat ženy a muži museli z oboru odejít do průmyslu. Proto se mnohé z žen, které již získaly praktické cukrářské zkušenosti po otěhotnění na svá místa nevracely, ale hledaly si lehčí práci. Kritizoval platové tarify v oboru, které neodpovídaly náročné práci. Uvolnění politických poměrů bylo jen přechodné. Po příchodu okupačních vojsk pěti armád a následné normalizaci se vše rychle vrátilo do starých kolejí.
Přes nepříznivou situaci cukrářská výrobna pod vedením Josefa Štafla získala mnohá vítězství v soutěžích kvality. Jeho nároky byly přísné, ale dobrou práci dokázal ocenit a vybojovat spravedlivé finanční ohodnocení.

### Odchod do starobního důchodu
Po odchodu Josefa Štafla do starobního důchodu ho doma často navštěvovali bývalí kolegové, aby mu sdělili co nového se v oboru děje. Obraceli se na něho s radami, aby využili jeho odborné znalosti a zkušenosti. Josef Štafl nikdy neztratil o svůj cukrářský obor zájem, vždy dbal o jeho povznesení a rozvoj.

### Cukrářská výroba po roce 1989
Po ukončení vlády jedné strany zdravotní stav i stáří nedovolily Josefu Štaflovi pustit se znovu do podnikání, proto alespoň radami zkušeného mistra cukráře pomáhal mladším cukrářům, kteří se pokoušeli znovu obnovit restituované cukrářské závody. Některým se obnova podařila, někteří úspěšní nebyli.

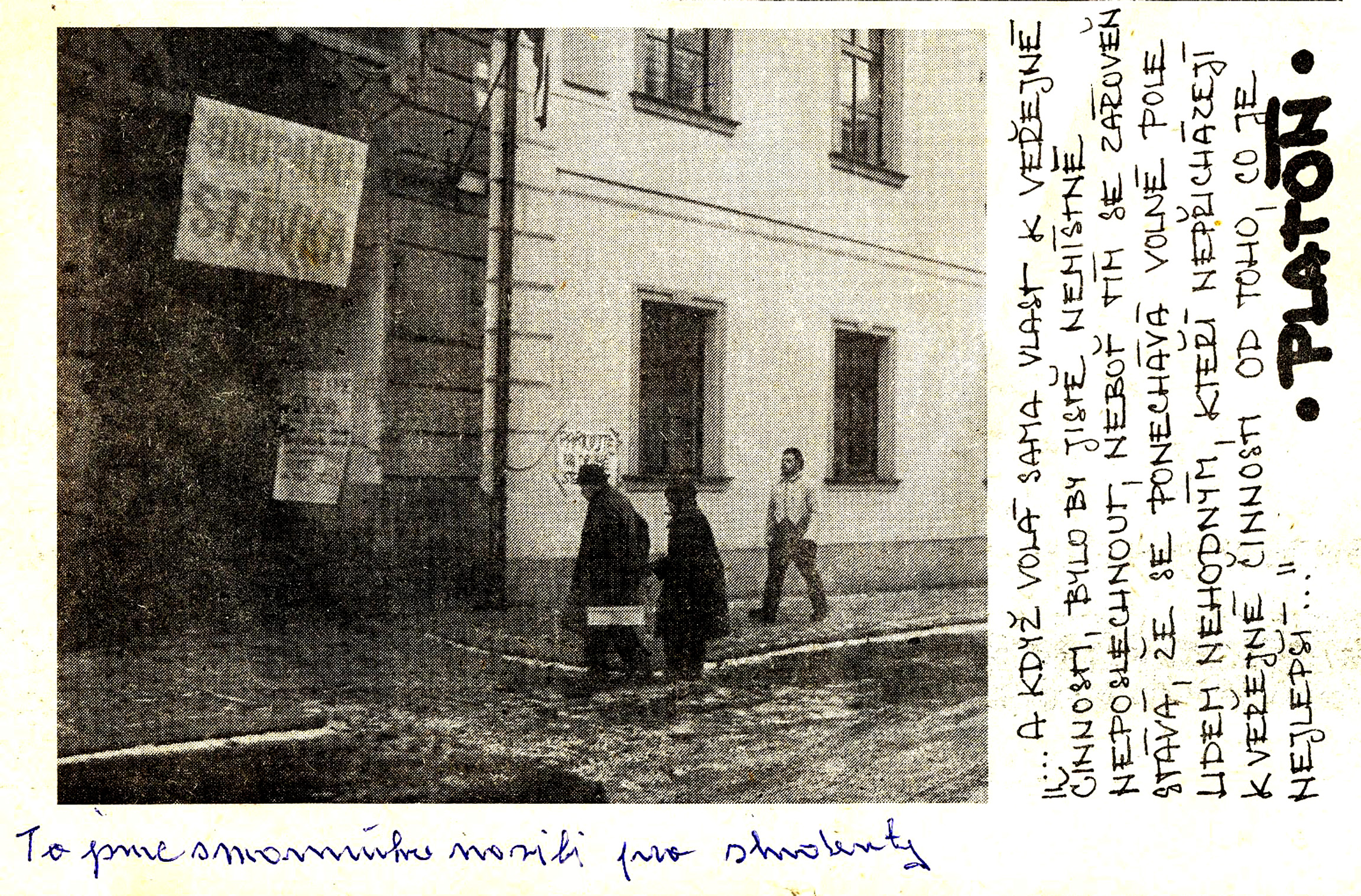
Josef Štafl s manželkou zásobují sladkostmi stávkující studenty v roce 1989

Proto v listopadu 1995 vystoupil v Kroměříži na sjezdu Společenstva cukrářů, zhodnotil co je třeba pro cukrářské řemeslo udělat. Vyznal se z celoživotní lásky ke svému oboru a jeho důležitému poslání ve společnosti. Připomněl nutnost poctivé práce ku prospěchu všech.
Je zapotřebí vyrábět cukrářské výrobky levně, energeticky šetrně, aby byla jejich prodejnost zaručena. Při zachování nejvyšší kvality, dodržovat hygienické požadavky norem. Chránit také životní prostředí.

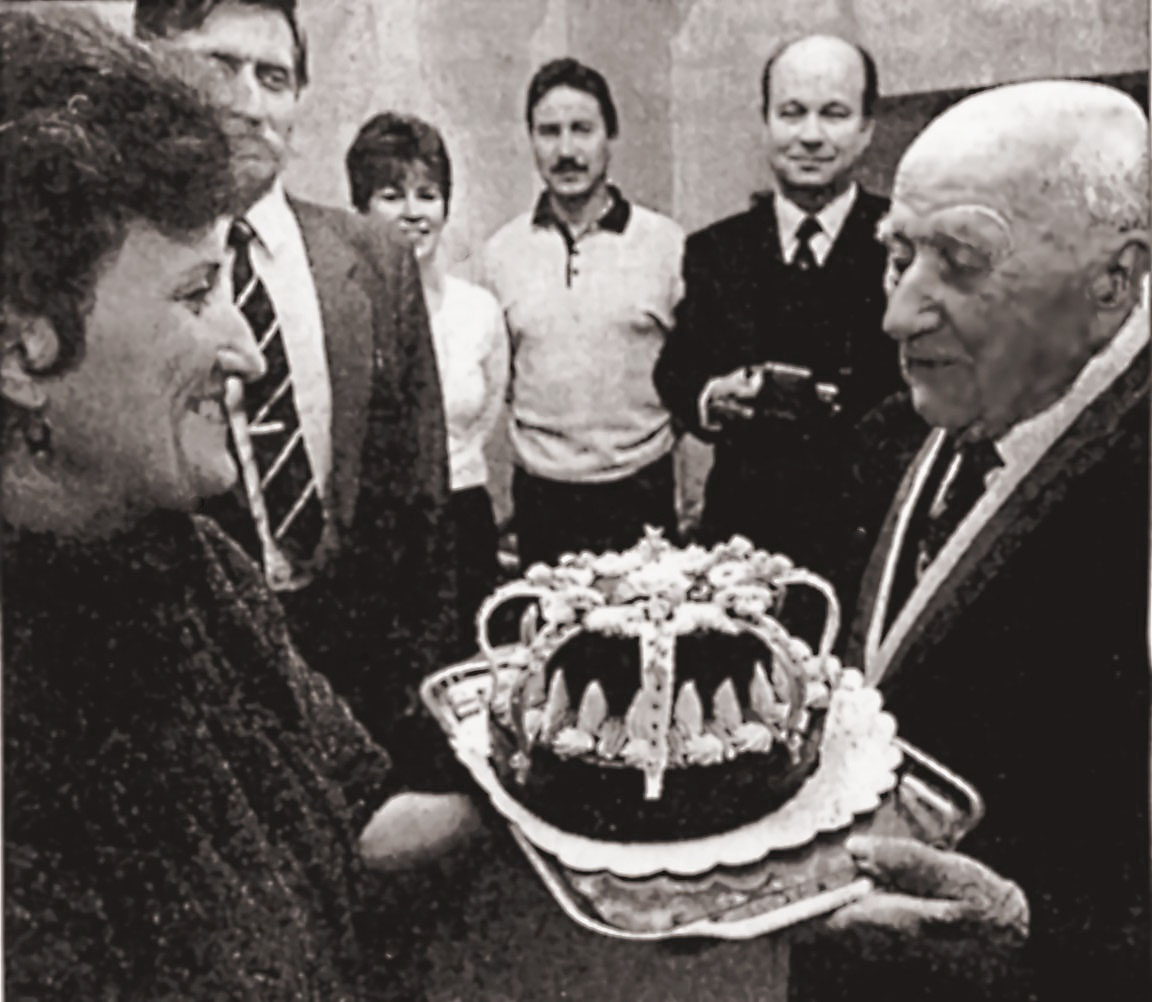
Zástupci cukrářů přišli přát Josefu Štaflovi k 90. narozeninám

## Ocenění za práci ve prospěch českého cukrářství
Mistr cukrář Josef Štafl v roce 2004 obdržel od Společenstva cukrářů České republiky diplom a medaili sv. Ambrože, cukrářského patrona za celoživotní práci v cukrářském oboru.

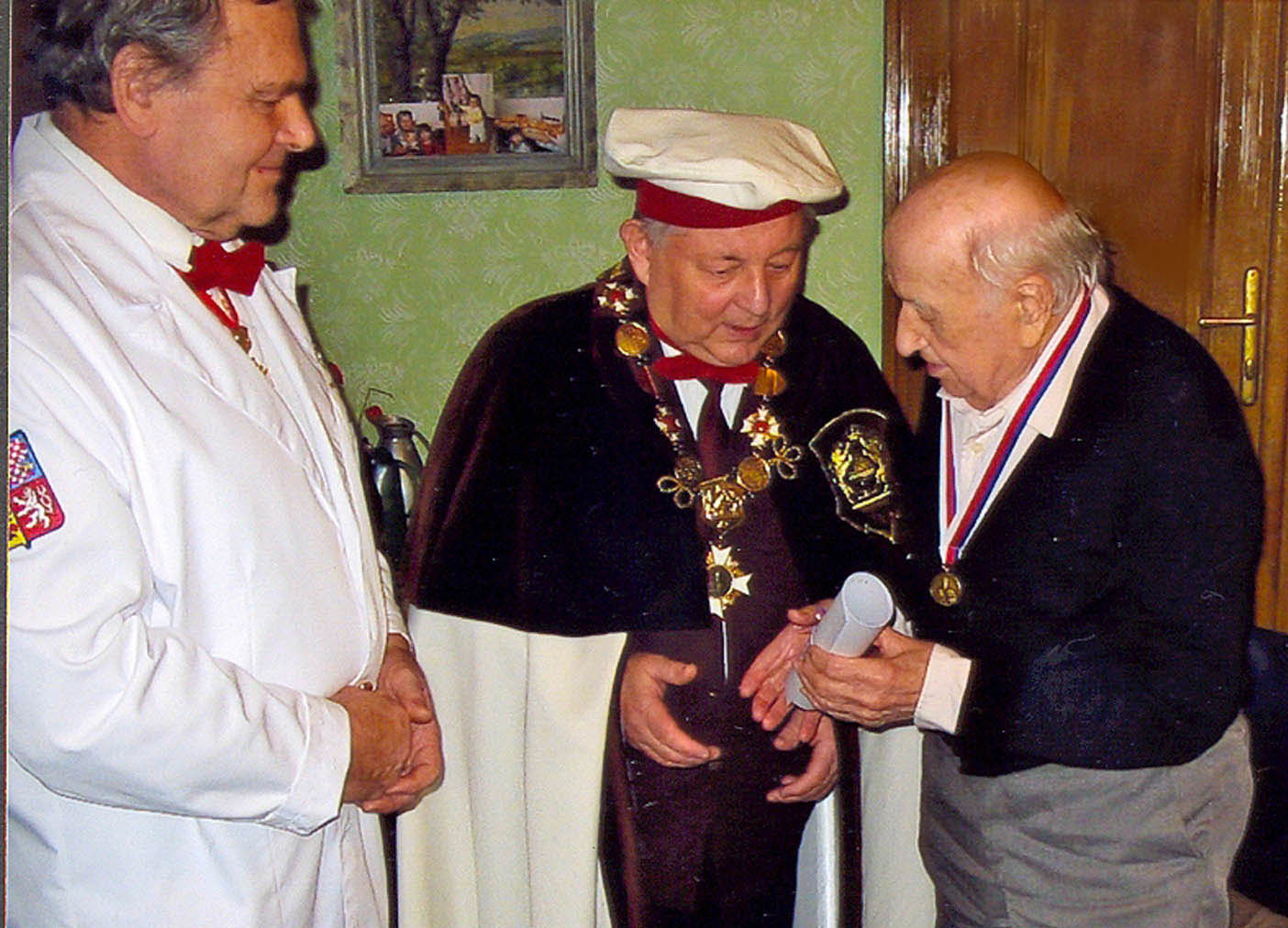
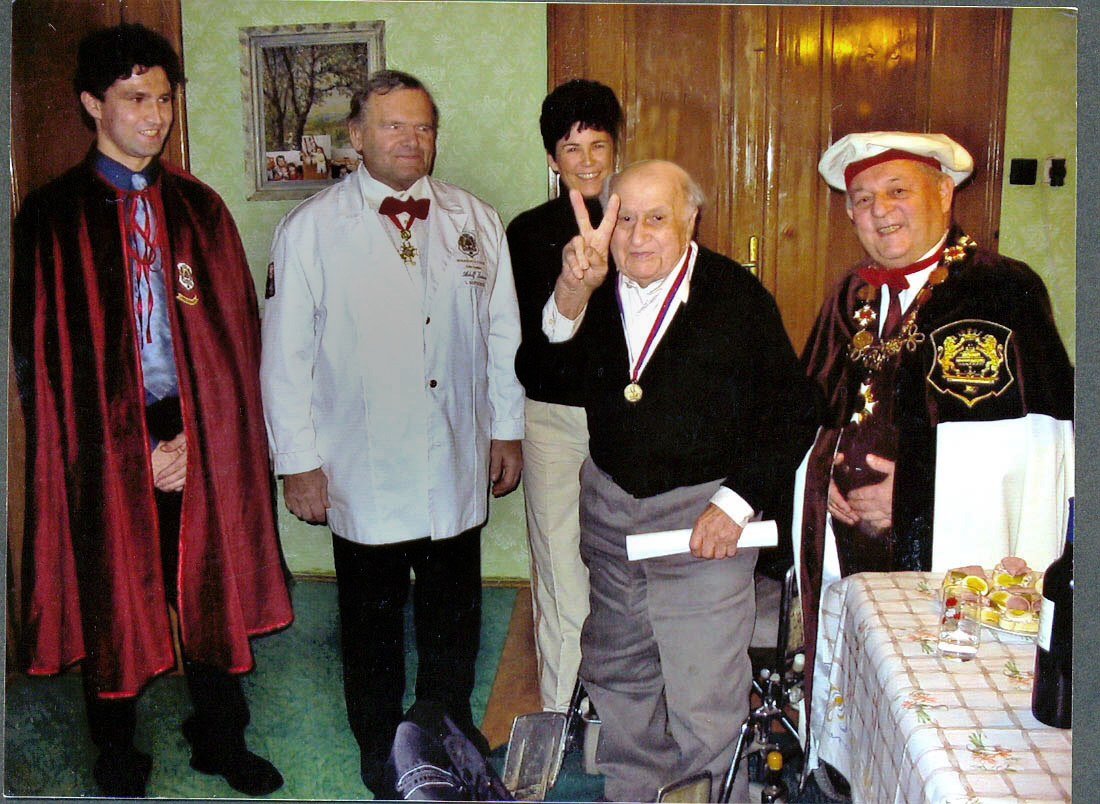
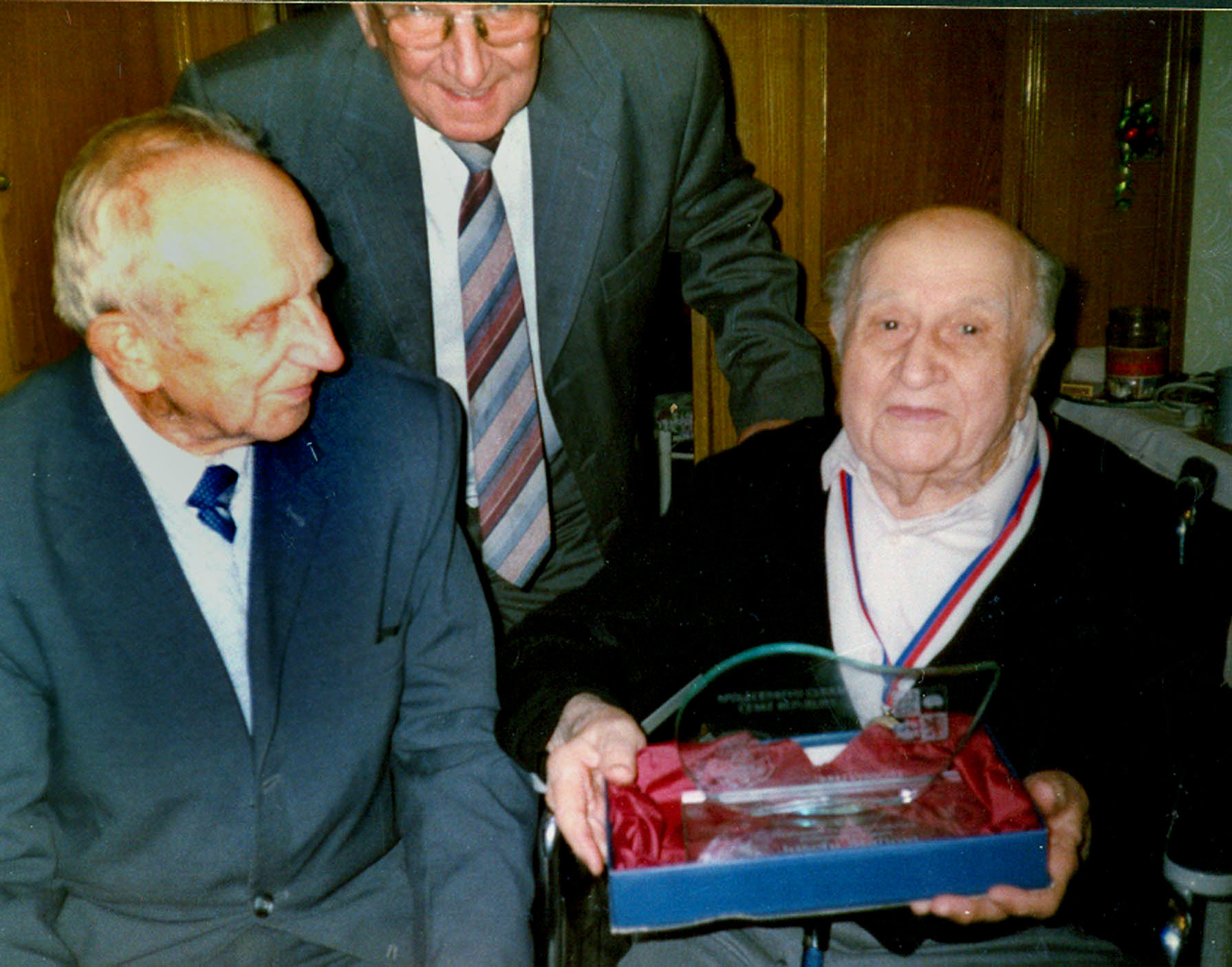
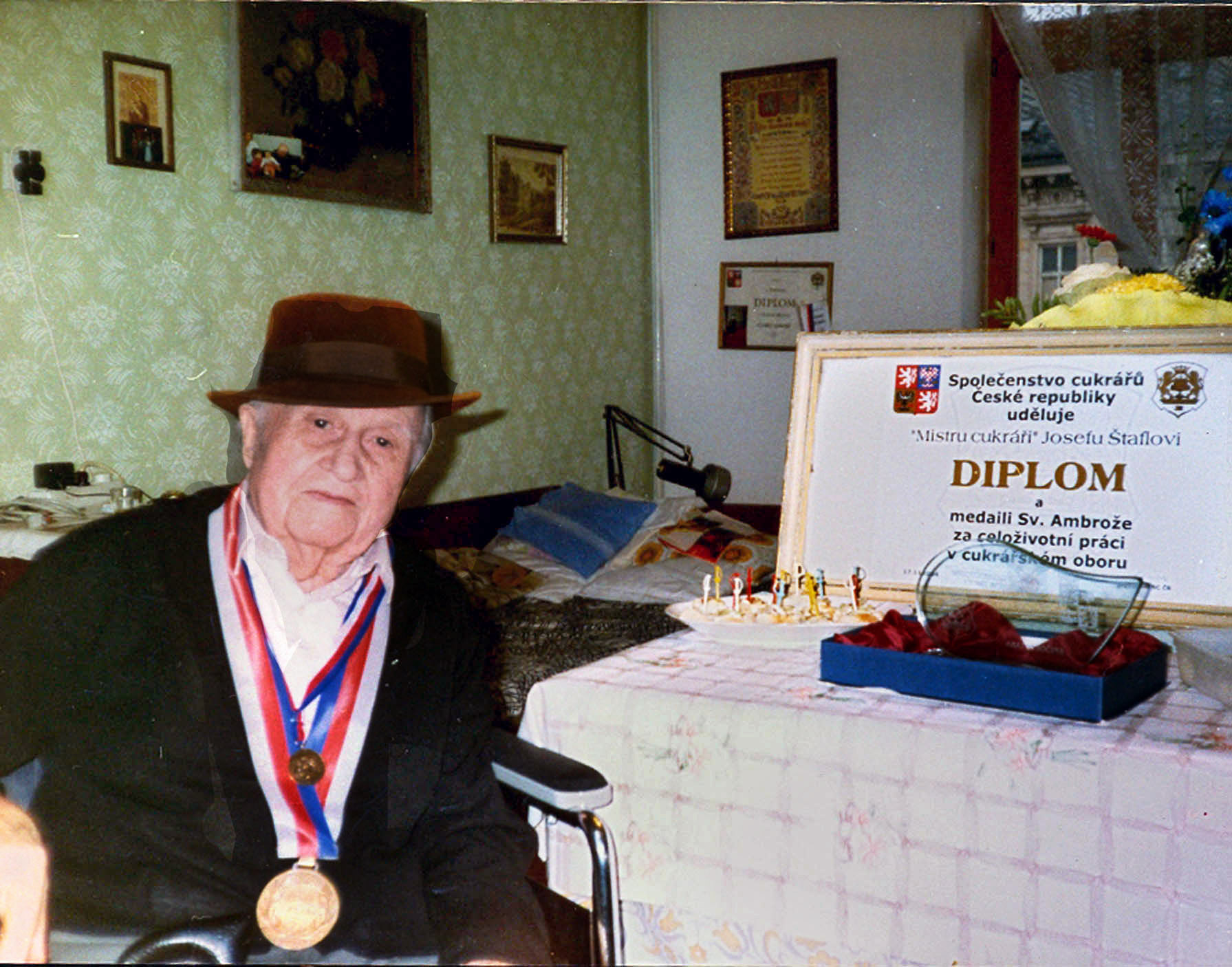

## Dokumenty

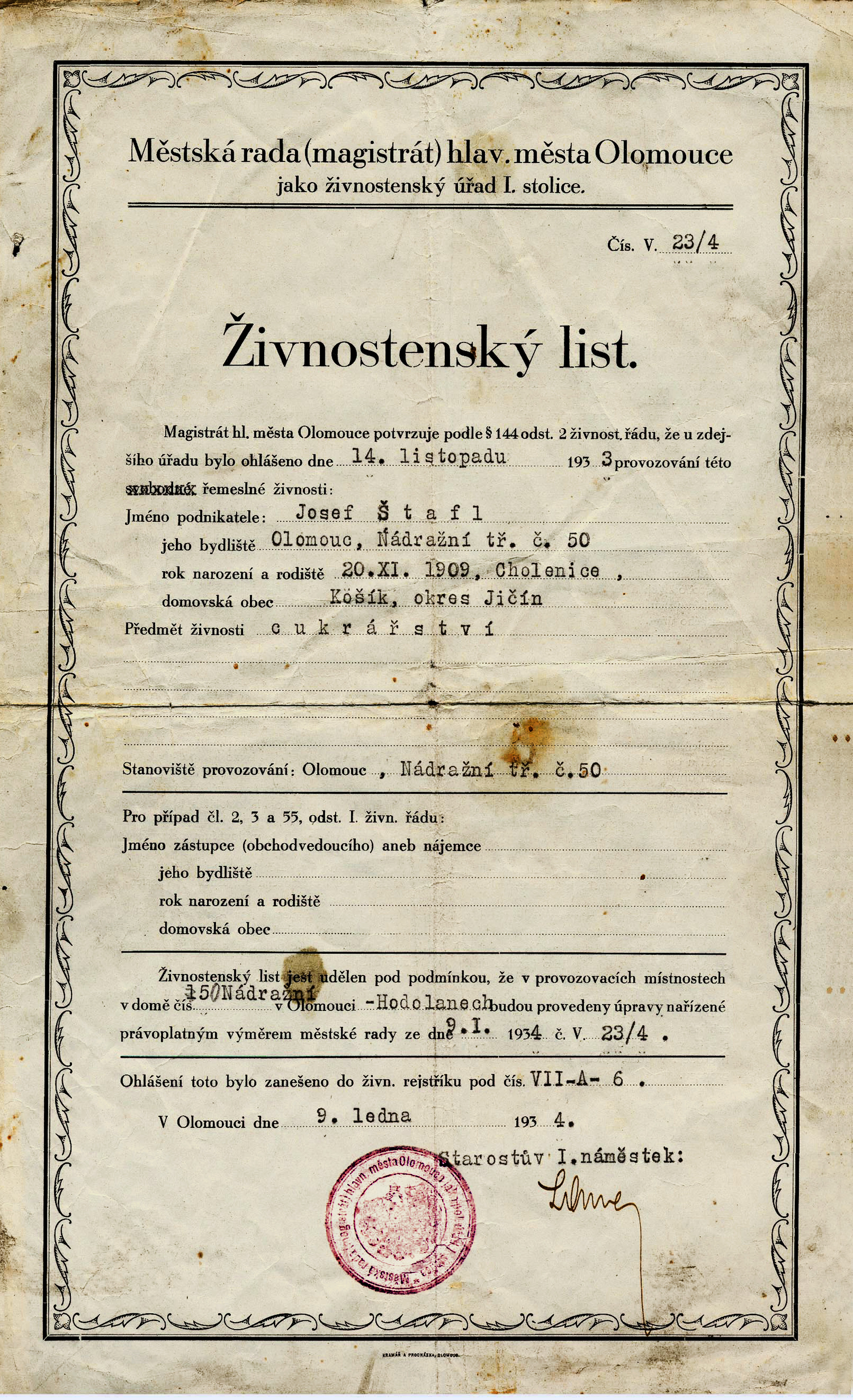
Živnostenský list Josefa Štafla
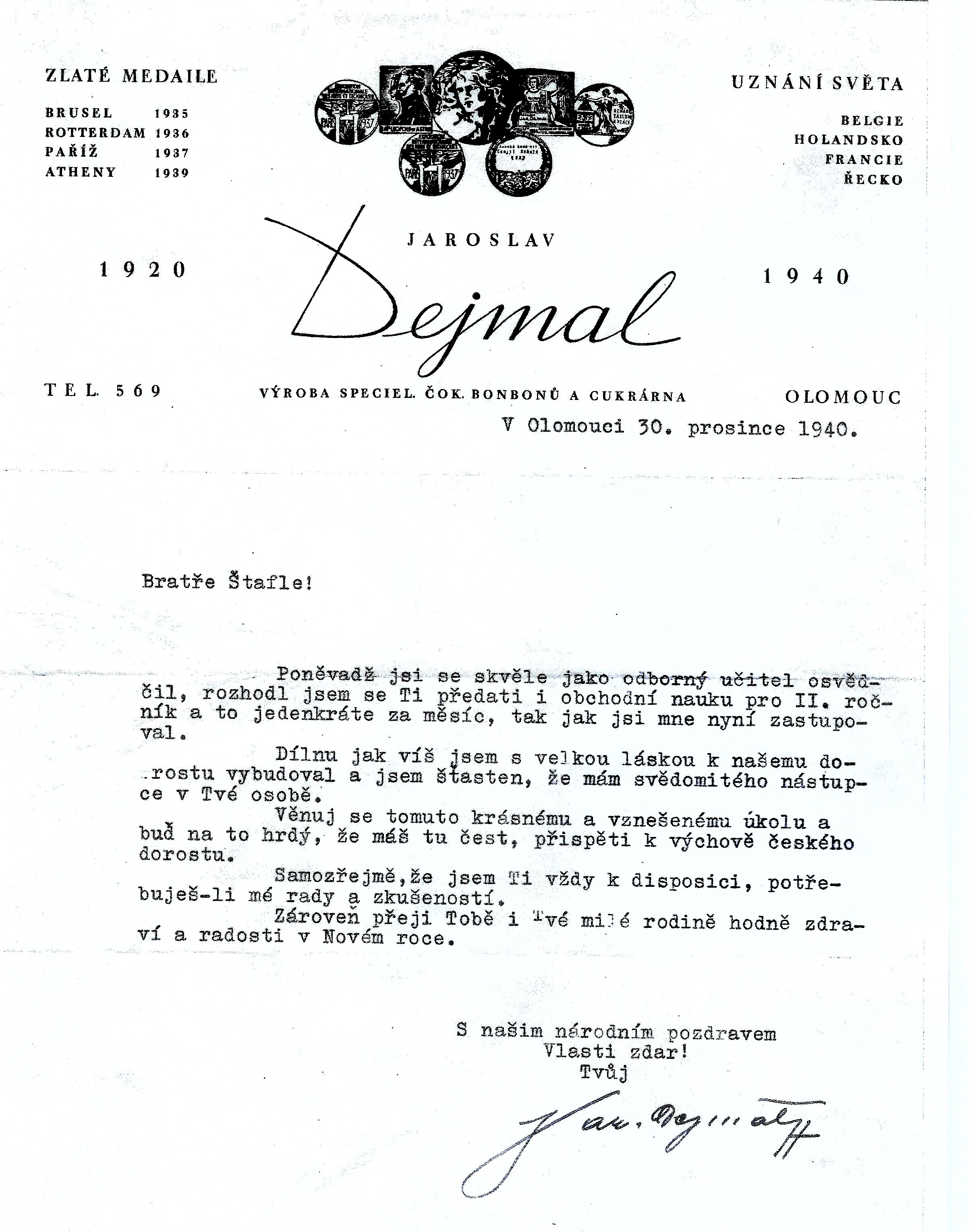
Dopis J. Dejmala – 1940
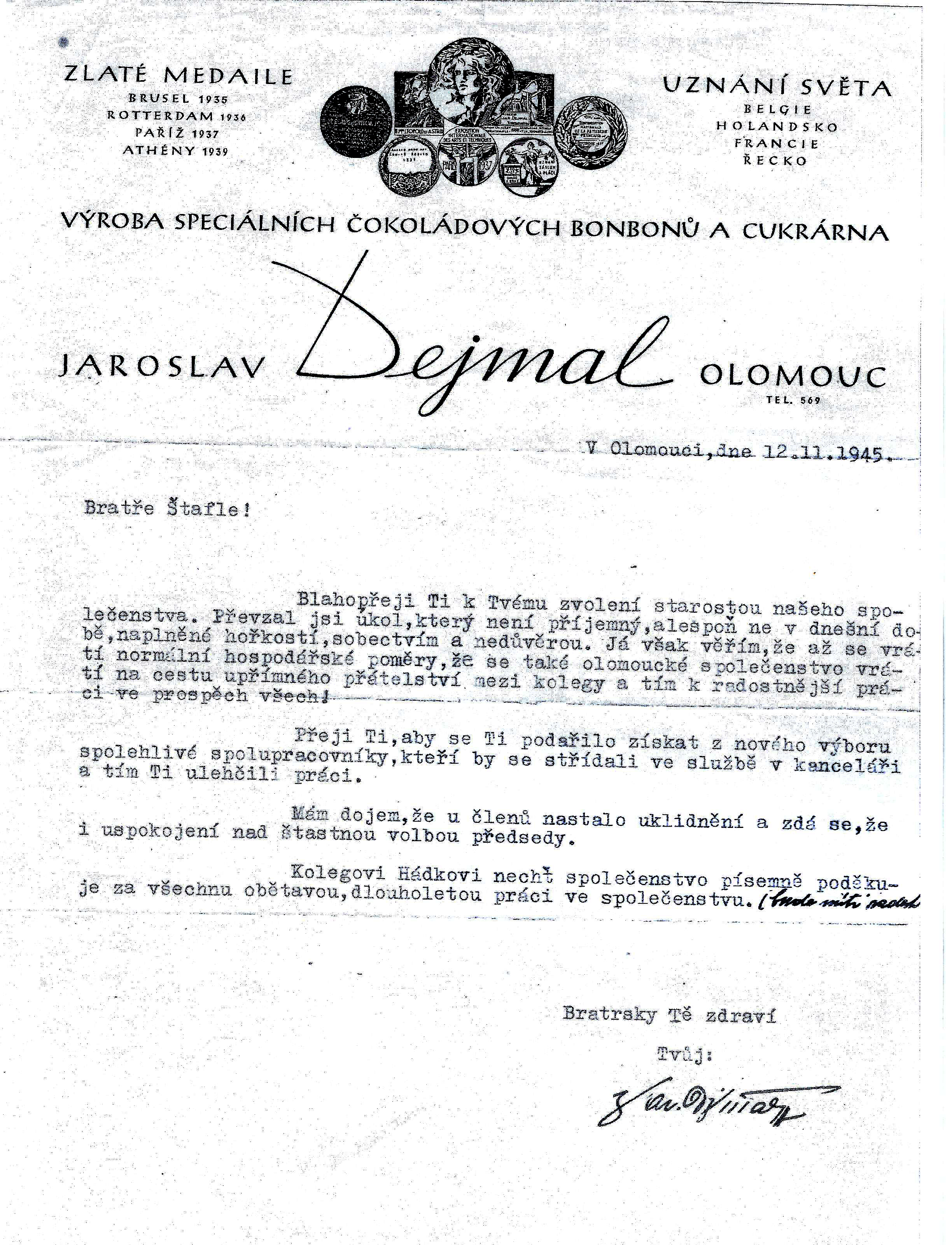
Dopis J. Dejmala – 1945
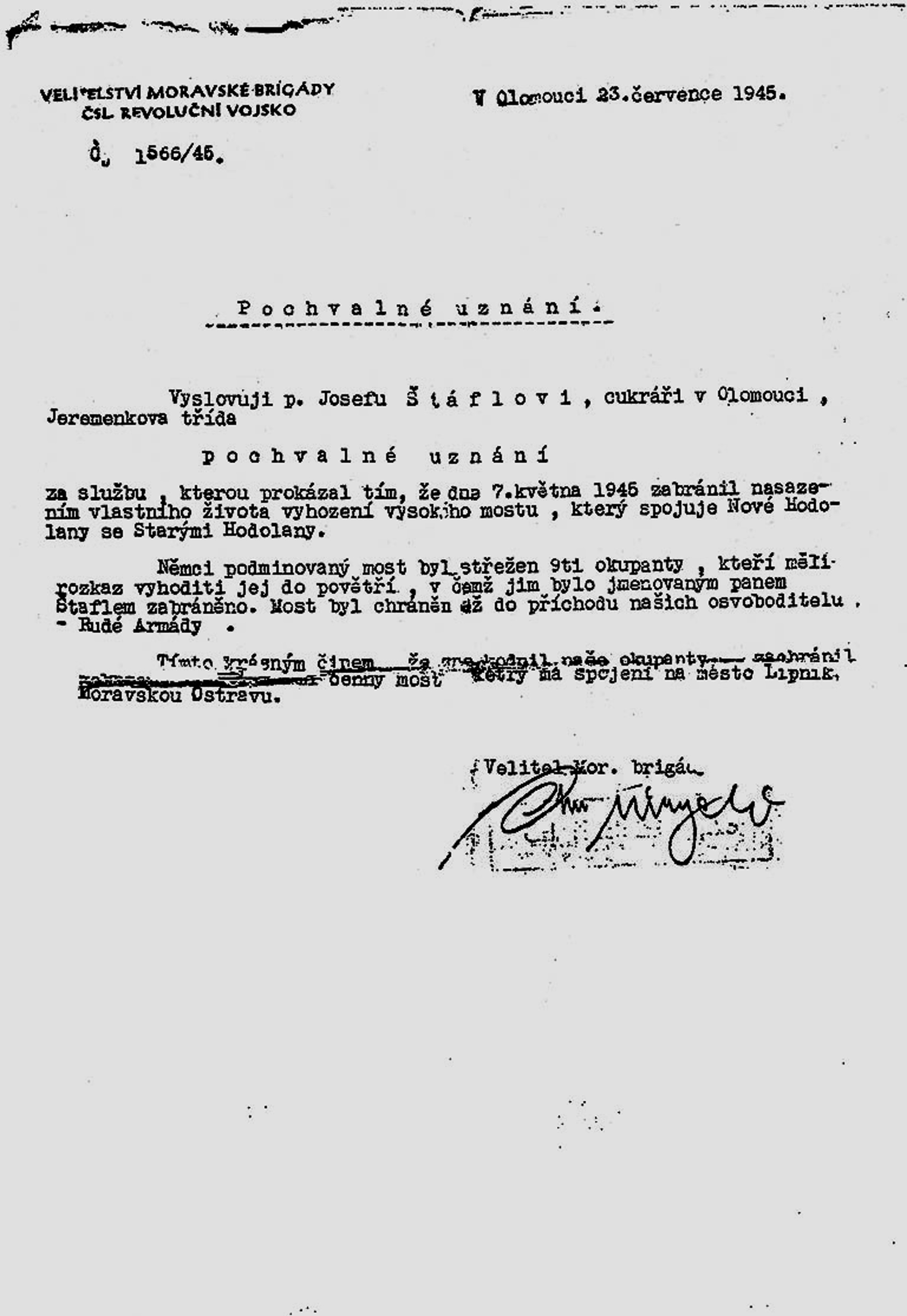
Pochvalné uznání Velitelství Mor. brigády 1945
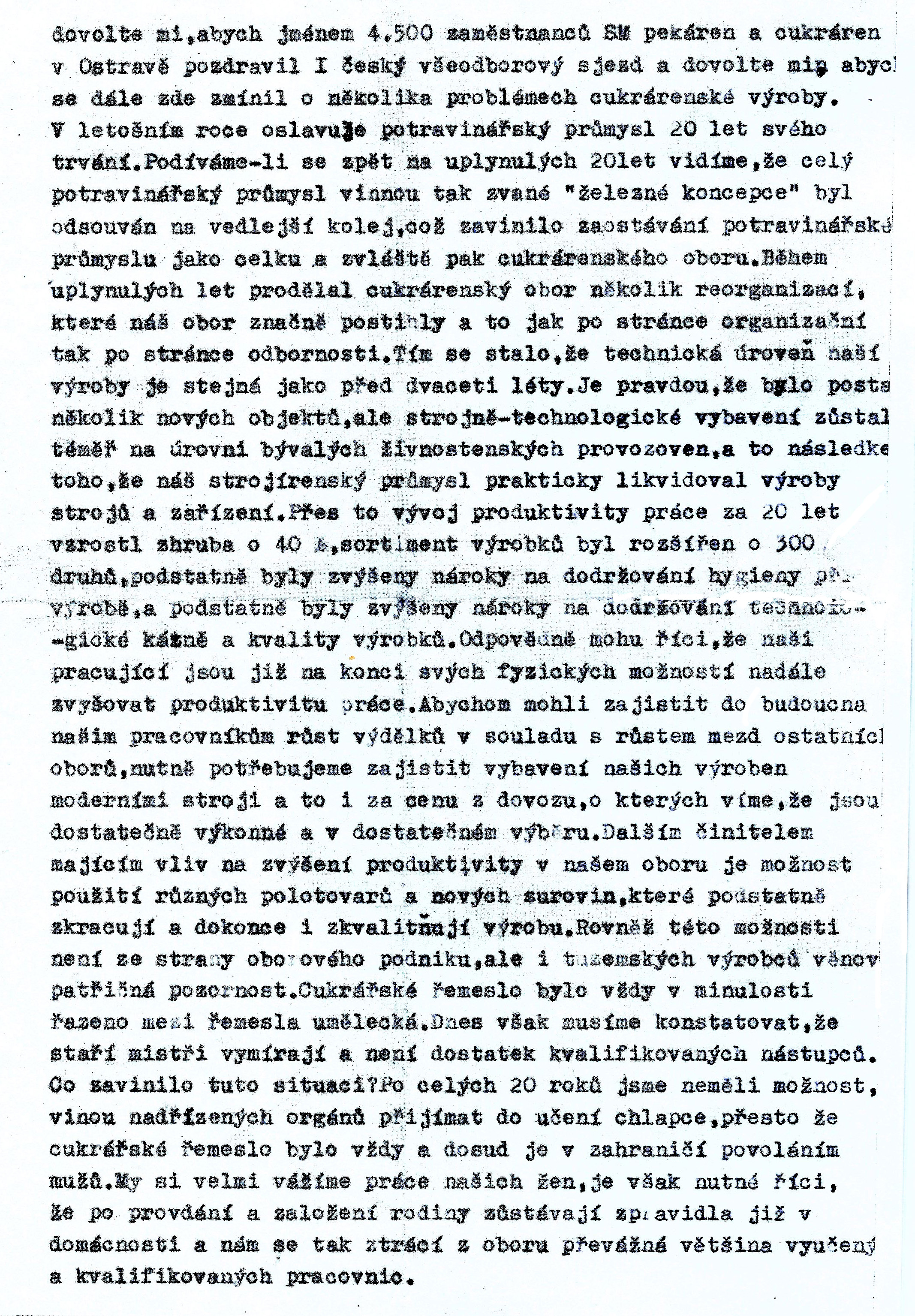
1968 Výňatek z proslovu J.Štafla na konferenci
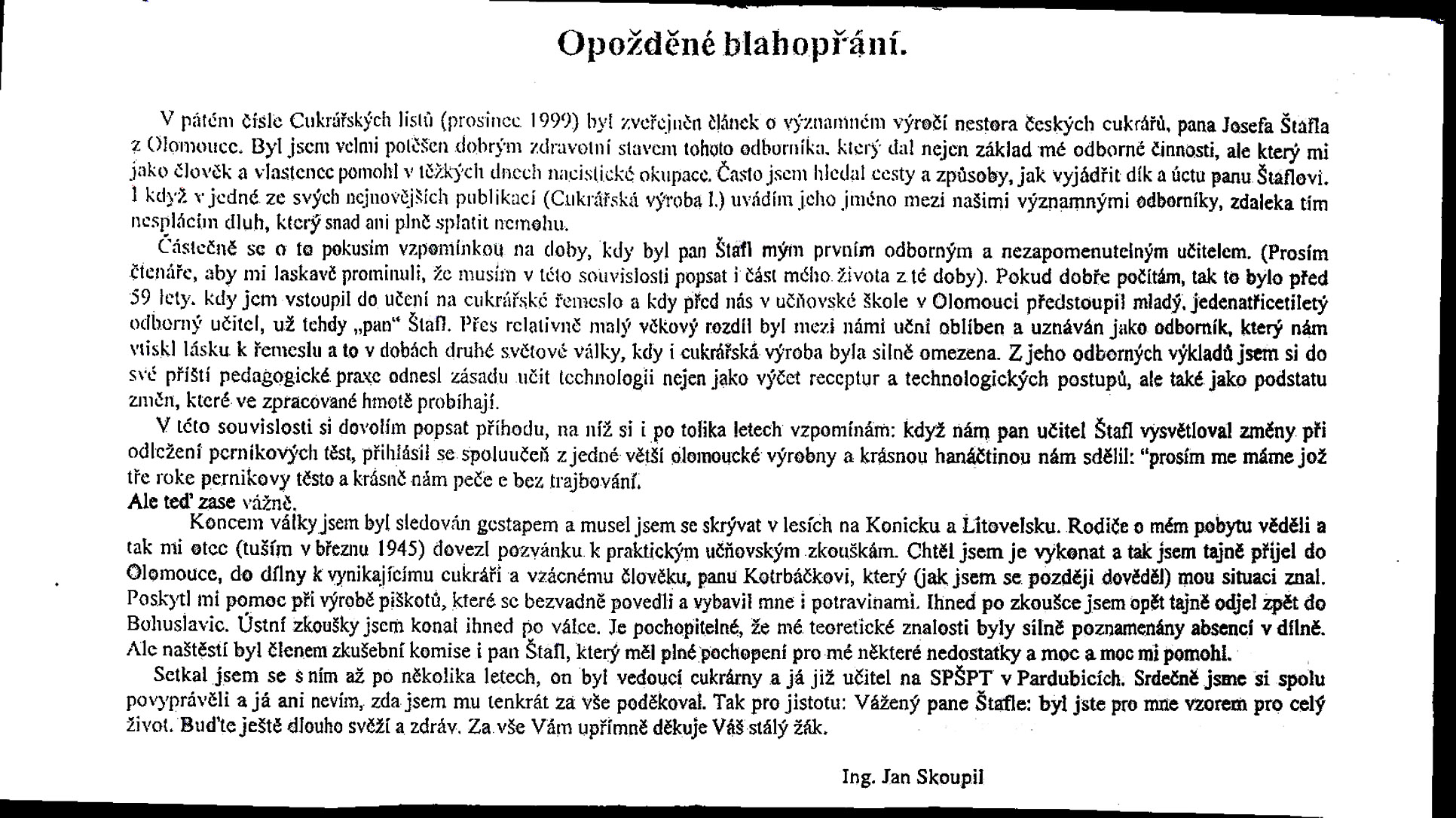
Opožděná gratulace Ing. J. Skoupila 1999
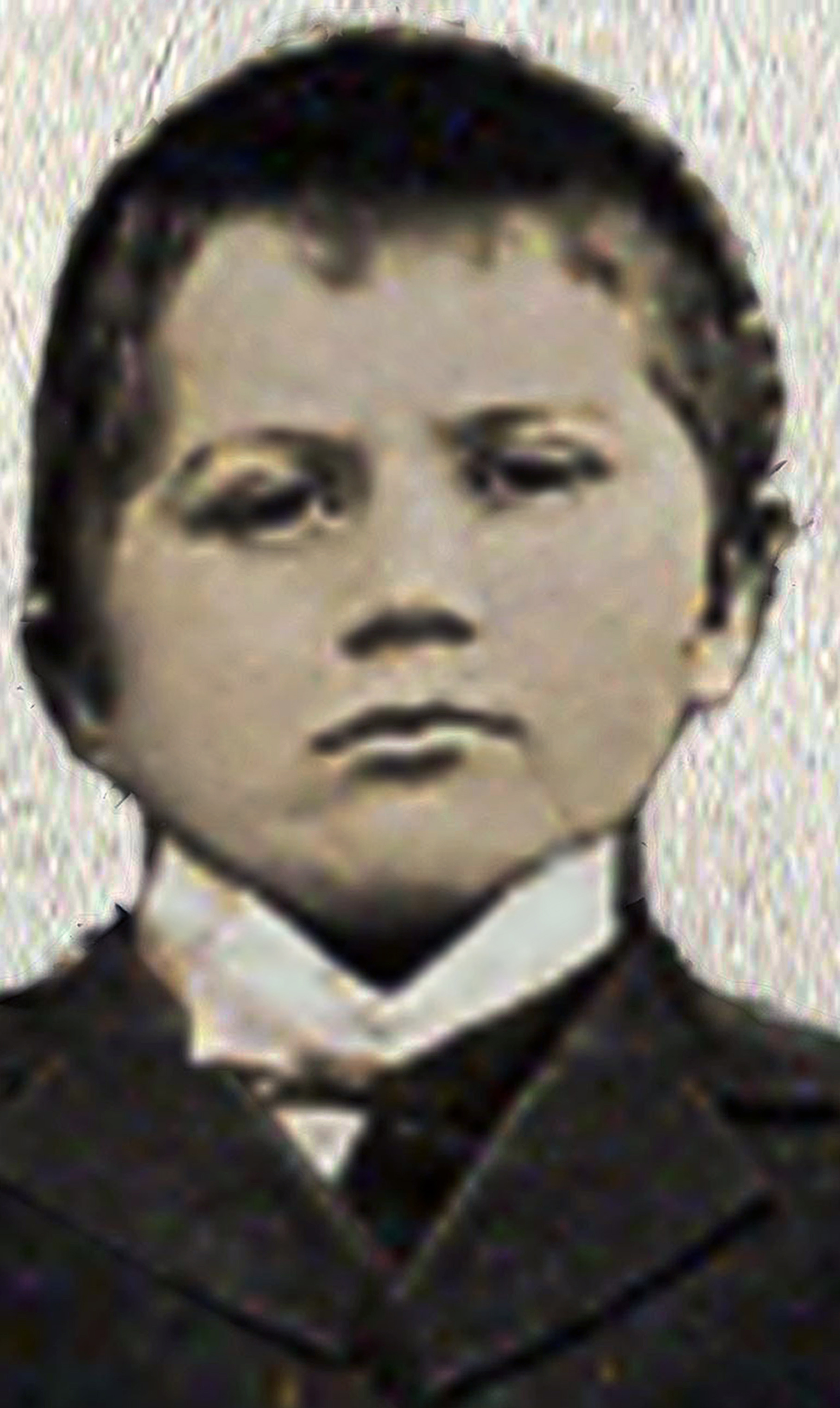
Josef Štafl žák 1. třídy v Košíku
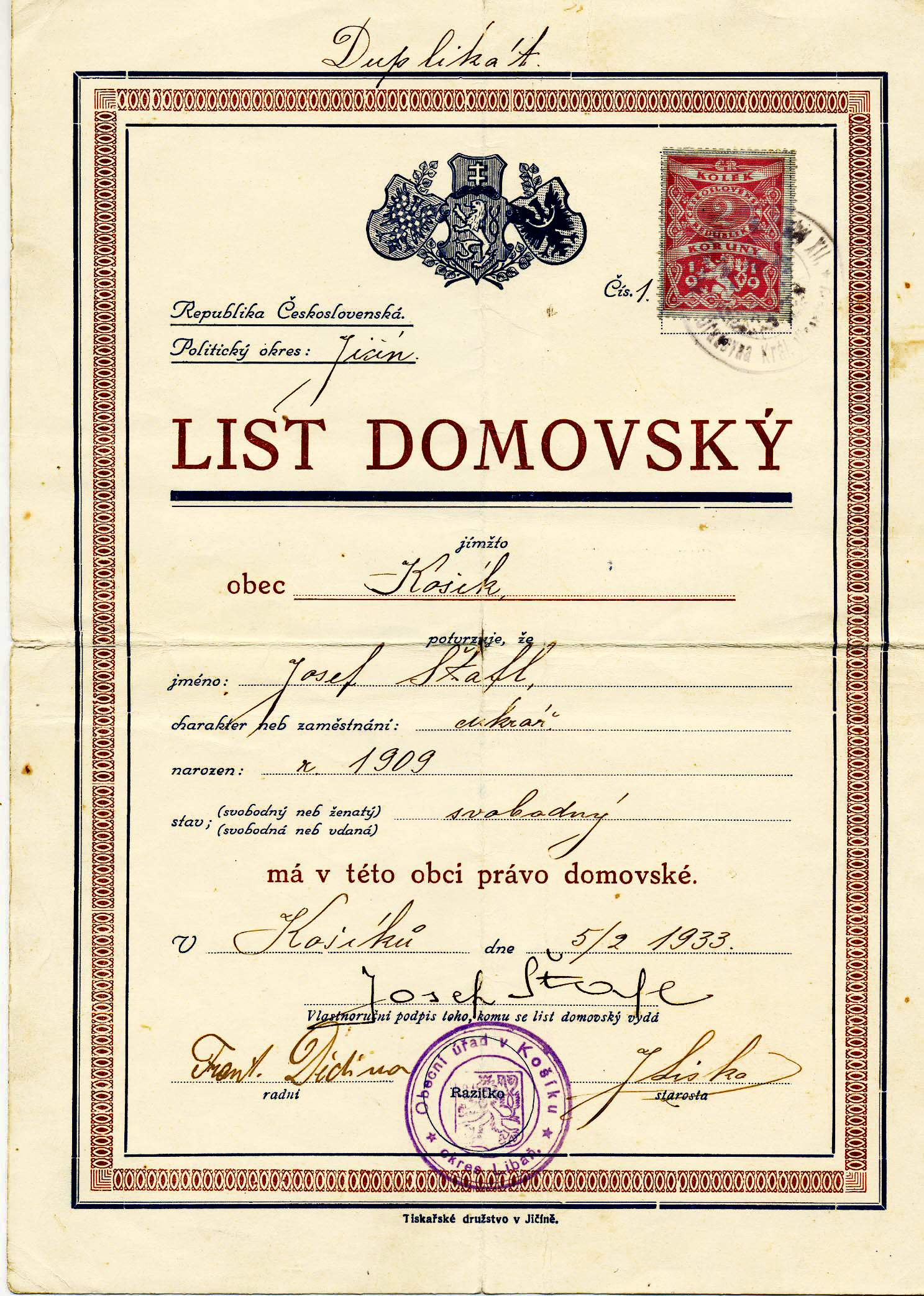
Duplikát Listu domovského Josefa Štafla